# Фуат Авні
Фуат Авні (Fuat Avni або fuatavni) — ім'я активіста (або групи активістів) турецького сегменту інтернету, що діє в сервісах Twitter і Facebook. На даний момент це обліковий запис @fuatavni_f.

## Діяльність
Фуат Авні регулярно публікує закриту інформацію з оточення партійного керівництва керівної Партії справедливості і розвитку й особистого оточення президента Туреччини Реджепа Тайїпа Ердогана.
На думку аналітиків, входить до найближчого оточення Ердогана, його особу спецслужби Туреччини безуспішно намагаються встановити з часу гучного корупційного скандалу 2013 року, що ледь не коштував Ердогану кар'єри.
За рішенням прокуратури Анкари, турецька телекомунікаційна влада заблокувала облікові записи fuatavni для турецьких інтернет-користувачів. Турецькі й міжнародні спостерігачі, такі як Der Spiegel, прийшли до висновку, що публікації Фуата Авні мають високий ступінь достовірності.